# Вентимиља
Вентимиља (итал. Ventimiglia) град је у северозападној Италији. То је трећи по величини град округа Империја у оквиру италијанске покрајине Лигурија.

## Природне одлике
Град Вентимиља је смештен у западном подручју Ђеновског залива, дела Тиренског мора. Француска граница се налази близу града, свега 5 km западно. Град се сместио у невеликој приморској долини, изнад које се стрмо издижу Лигуријски Алпи.

## Историја
Данашња Вентимиља је била бивше главно место лигурског племена Интемела, који су се дуго одупирали староримским насртајима и које је поразио Скауро тек у 2. веку п. н. е.
У готском рату Вентимиљу опседају Византија и Готи, а касније га напада и лангобардски краљ Ротари. Место поновно доживљава процват за вријеме Родоалда. У 10. веку нападају га Сарацени. Ускоро је град са околином постао невелика грофовија. Године 1139. Ђенова је напала и заузела ово место. Током ђеновљанске владавине избило је неколико побуна против власти. Касније су Вентимиљу привремено држали Савојци (1389. године и 1746. ), те Напуљска краљевина (1410. ).

## Географија
| Клима (Вентимиља)          | Клима (Вентимиља) | Клима (Вентимиља) | Клима (Вентимиља) | Клима (Вентимиља) | Клима (Вентимиља) | Клима (Вентимиља) | Клима (Вентимиља) | Клима (Вентимиља) | Клима (Вентимиља) | Клима (Вентимиља) | Клима (Вентимиља) | Клима (Вентимиља) | Клима (Вентимиља) |
| Показатељ \ Месец          | .Јан.             | .Феб.             | .Мар.             | .Апр.             | .Мај.             | .Јун.             | .Јул.             | .Авг.             | .Сеп.             | .Окт.             | .Нов.             | .Дец.             | .Год.             |
| -------------------------- | ----------------- | ----------------- | ----------------- | ----------------- | ----------------- | ----------------- | ----------------- | ----------------- | ----------------- | ----------------- | ----------------- | ----------------- | ----------------- |
| Средњи максимум, °C (°F)   | 12,9 (55,2)       | 13,3 (55,9)       | 15,4 (59,7)       | 18,3 (64,9)       | 21,7 (71,1)       | 24,8 (76,6)       | 27,6 (81,7)       | 27,4 (81,3)       | 25,3 (77,5)       | 21,4 (70,5)       | 16,6 (61,9)       | 14,1 (57,4)       | 27,6 (81,7)       |
| Средњи минимум, °C (°F)    | 5,5 (41,9)        | 5,9 (42,6)        | 7,3 (45,1)        | 9,7 (49,5)        | 13,1 (55,6)       | 16,6 (61,9)       | 19,1 (66,4)       | 18,9 (66)         | 16,8 (62,2)       | 13,1 (55,6)       | 9,1 (48,4)        | 6,5 (43,7)        | 5,5 (41,9)        |
| Количина падавина, mm (in) | 61 (24)           | 74 (29,1)         | 74 (29,1)         | 67 (26,4)         | 52 (20,5)         | 40 (15,7)         | 18 (7,1)          | 36 (14,2)         | 66 (26)           | 110 (43,3)        | 121 (47,6)        | 86 (33,9)         | 805 (316,9)       |
| [ тражи се извор ]         |                   |                   |                   |                   |                   |                   |                   |                   |                   |                   |                   |                   |                   |

## Становништво
Према резултатима пописа становништва 2011. у општини је живело 23.926 становника.
| 1931.  | 1936.  | 1951.  | 1961.  | 1971.  | 1981.  | 1991.  | 2001.  | 2011.  |
| ------ | ------ | ------ | ------ | ------ | ------ | ------ | ------ | ------ |
| 17.304 | 15.787 | 15.845 | 22.788 | 25.801 | 26.283 | 25.308 | 24.665 | 23.926 |

Вентимиља данас има око 26.000 становника, махом Италијана. Током протеклих деценија у град се доселило много досељеника из иностранства.

## Привреда
Градска привреда се махом ослања на туризам. Околина града познат по узгајању и изложбама цвећа (Санремо зову и „Град цвећа"), које се даље прерађује у индустрији парфема.

## Галерија
- Стари део Вентимиље
- Катедрала Вентимиље
- Градска кућа
- Градско позориште

## Градови побратими
- Piazza Armerina, Sicily